# Imbarik asch-Schamich
Mubarak Abdallah asch-Schamich oder Imbarik asch-Schamich (arabisch إمبارك عبد الله الشامخ, DMG Imbārik ʿAbd Allāh aš-Šāmiḫ; * 15. Mai 1952 in Bengasi, Libyen) war von 2000 bis 2003 Premierminister von Libyen und von 2009 bis 2010 libysches Staatsoberhaupt.
asch-Schamich studierte in den Vereinigten Staaten und kehrte nach seinem Abschluss an der University of Central Florida 1982 nach Libyen zurück. Er wurde von Muammar al-Gaddafi am 1. März 2000 als (de facto) Premierminister von Libyen eingesetzt. Er war bis zum 14. Juni 2003 im Amt. Am 5. März 2009 wurde er zum Vorsitzenden des Allgemeinen Volkskongresses ernannt und somit de jure libysches Staatsoberhaupt. Im Januar 2010 wurde er von Muhammad Abu l-Qasim az-Zuwai abgelöst.